# Zugtrompete

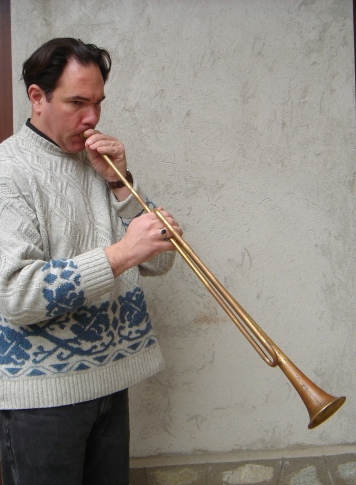
Rekonstruktion einer Zugtrompete

Die historische Zugtrompete (auch genannt Tromba da tirarsi) ist eine chromatische Trompete aus dem 17. Jahrhundert, deren Rohr ähnlich dem einer Posaune verlängert werden kann, um eine stufenlose Intonation zu ermöglichen. Hierzu dient die Verlängerung der Einsteckhülse des Mundstücks. Mit der einen Hand wird das Rohr des Instruments über die Hülse gezogen, während die andere das Mundstück an den Lippen fixiert. So ist das Instrument für Links- und Rechtshänder gleichermaßen geeignet. Das Instrument konnte sich bekanntlich nicht durchsetzen, weil der gesamte Druckaufbau für den Ansatz zu wenig Masse hatte (die Hauptmasse war das ganze restliche Instrument mit Schallbecher) und zu instabil war. Mittels der Verschiebemechanik konnte ferner bloß eine Variation des Tones um 3 Halbtöne erreicht werden. Erst durch die Einführung des Ventils in den Blasinstrumentenbau verlor die Zugtrompete an Bedeutung.
Die slide trumpet, eine Weiterentwicklung aus dem 19. Jahrhundert, lässt sich mittels eines Krummbügels intonieren und wird daher im deutschen umgangssprachlich als Sopranposaune bezeichnet. Faktisch ist das trotz ähnlichem Aussehen und gleicher Spielweise aber falsch, weil die Mensuren (Bauproportionen) der Zugtrompete bezüglich Schallbecher und Röhren das Instrument deutlich mehr nach Trompete klingen lassen als nach einer Posaune in Sopranlage, zumal das Mundstück bei der modernen Zugtrompete immer ein Trompetenmundstück ist, während bei Sopranposaunen eines zu bevorzugen ist, das dem Klang einer Posaune eher entspricht.